# Partido Acción Democrática (Panamá)
El Partido Acción Democrática (PAD) fue un partido político panameño de tendencia conservadora. Fue fundado por Bernardino González Ruiz en 1963, junto con exmiembros del Partido Unión Popular, y sus líderes fueron en su mayoría empresarios conservadores.
Bernardino González Ruíz fue diputado de la Asamblea Nacional y ministro en el gabinete de Roberto F. Chiari. González Ruiz renunció a sus aspiraciones presidenciales en las elecciones de 1964, al aceptar de manera interina la presidencia de la República para llenar el vacío de poder que dejó la ausencia del primer vicepresidente Sergio González Ruíz (su hermano) y la negación del segundo vicepresidente José Dominador Bazán.
En las elecciones generales de 1964 el PAD se unió a la Unión Nacional de Oposición y su candidato Marco Aurelio Robles, obteniendo 10.975 votos (3,46% del total) y un diputado a la Asamblea Nacional. En las elecciones generales de 1968 formó parte de la Unión Nacional de Arnulfo Arias y obtuvo 11.070 votos (3,45% del total).
El PAD fue prohibido tras el golpe de Estado en 1968.